# It’s Alright, Ma (I’m Only Bleeding)
It’s Alright, Ma (I’m Only Bleeding) – piosenka skomponowana przez Boba Dylana, nagrana przez niego w styczniu i wydana na albumie Bringing It All Back Home w marcu 1965 r.

## Historia i charakter utworu
"It’s Alright, Ma (I’m Only Bleeding)” jest jedną z najlepszych kompozycji Dylana zarówno gdy chodzi o muzykę i stronę tekstową. Trager nie zawahał się nazwać piosenkę „monumentalnym osiągnięciem”. i nie dotyczyło to długości utworu lecz jego jakości.
Jest to jednak także jeden z najdłuższych utworów Dylana; w wersji albumowej trwa 7 minut i 30 sekund, składa się z 15 zwrotek poprzedzielanych czterema lekko różniącymi się refrenami.
Chociaż Dylan w tym okresie wypowiadał się już negatywnie o pieśniach protestu i większość jego kompozycji z tego okresu to piosenki unikającego tego typu tematyki, to ten utwór bezsprzecznie należy do tej grupy piosenek. Dylan zebrał po swoich wypowiedziach sporą dozę krytyk i oskarżono go o to, że stał się „nieświadomy społecznie”. Tymczasem „It’s Alright, Ma” udowadnia, że artysta wniósł krytykę społeczną na jeszcze wyższy poziom. Kilkanaście niezapomnianych wyrażeń zyskało status porzekadeł czy nawet przysłów.
Krytyk rockowy Andy Gill w swojej książce napisał, iż utwór ten tematy zawarte już w „Gates of Eden” przeniósł na wyższy poziom. W „Gates of Eden” krytyka „przesłonięta była obłokiem aluzji”. W „It’s Alright, Ma” Dylan nie stosował żadnych zasłon, niejasnej i zawiłej symboliki; nawet jeśli posługiwał się jakimś kodem, to był to kod współczesnej amerykańskiej kultury, który nie wymagał zawiłego dekodowania. Wszystko zostało powiedziane w sposób jasny i otwarty; Dylan spojrzał na upadłe społeczeństwo chłodnym okiem.
Już w pierwszych linijkach piosenki następujących po pierwszym wersie Darkness at the break of noon Dylan sugeruje, że duch ludzki może być pomniejszony przez konsumpcjonizm kapitalistycznego społeczeństwa. Atakuje machinacje producentów (korporacji) i przemysł reklamowy (propaganda); wykazują oni taką samą efektywność jak komunistyczne „pranie mózgów”.
Gill uważa, iż deklamacyjny sposób wykonania piosenki oraz wyrażony w kilku miejscach całkowity pesymizm (There is no sense in trying, I got nothing, Ma, to live up to), a nawet nihilizm, uczyniły z tego utworu jednego z ważniejszych prekursorów hiphopowej kultury lat 90. XX wieku.
Chociaż Dylan raczej nie chciał tu być wizjonerem i prorokiem (jak w np. „Gates of Eden”), to jednak niezwykle trafnie przewidział „rewolucję seksualną”, która zaczęła się w rok po powstaniu piosenki.
Z dalszych partii tekstu wynika także, iż sam Dylan nie jest fanatykiem wyidealizowanej czystości moralnej.
Dylan zaczął wykonywać ten utwór na koncertach już w 1964 r., na kilka miesięcy przez wydaniem go na studyjnym albumie. Był on wtedy prezentowany jako solowa piosenka akustyczna.
W 1974 r., podczas swojego pierwszego tournée (z towarzyszeniem grupy The Band) od czerwca 1966 r. utwór nieoczekiwanie zyskał na aktualności. Był to okres afery Watergate i wzmianka o prezydencie, „który musi czasem stanąć nagi”, wywoływała entuzjazm publiczności.
Dylan na krótko włączył piosenkę do swojego repertuaru podczas drugiej serii Rolling Thunder Revue w 1975 r., także jako solowo wykonywany utwór akustyczny.
W 1978 r., podczas Światowego tournée, utwór został zaaranżowany na większy zespół muzyczny, który mu wtedy towarzyszył. Dodało to piosence nowych walorów brzmieniowych.
Podczas koncertów w czasie Nigdy nie kończącego się tournée, zwłaszcza w latach 90. XX wieku, kompozycja ta była wykonywana w stylu bluesa z południowej strony Chicago.

## Sesje i koncerty Dylana, na których wykonywał ten utwór

### 1964
- Kon. września 1964 – koncert w „Town Hall” w Filadelfii w stanie Pensylwania
- 24 października 1964 – koncert w „Symphony Hall” w Bostonie w stanie Massachusetts
- 31 października 1964 – koncert w „Philharmonic Hall” w Nowym Jorku w stanie Nowy Jork; to nagranie ukazało się na The Bootleg Series Vol. 6: Bob Dylan Live 1964, Concert at Philharmonic Hall
- 25 listopada 1964 – koncert w „Civic Auditorium” w San Jose w Kalifornii
- 27 listopada 1964 – koncert w „Masonic Memorial Auditorium” w San Francisco w Kalifornii

### 1965
- 15 stycznia 1965 – sesje nagraniowe do albumu w Columbia Studio A w Nowym Jorku.
- 12 lutego 1965 – koncert w „Troy Armory” w Troy w stanie Nowy Jork
- 17 lutego 1965 – nagrania w TV WABC w Nowym Jorku dla programu „Les Crane Show"
- 27 marca 1965 – koncert w „Civic Auditorium” w Santa Monica w Kalifornii
- 7 maja 1965 – koncert we „Free Trade Hall” w Manchesterze w Anglii
- 9 maja 1965 – koncert w „Royal Albert Hall” w Londynie. Wideo/DVD Dont Look Back
- 1 czerwca 1965 – nagrania dla TV BBC w Londynie; tę część programu wyemitowano 26 czerwca 1965

### 1974
Tournée po USA z grupą The Band; pierwsze tournée Dylana od maja 1966 r.
- 3 stycznia 1974 – koncert na „Chicago Stadium” w Chicago w stanie Illinois
- 4 stycznia 1974 – koncert na „Chicago Stadium” w Chicago w stanie Illinois
- 6 stycznia 1974 – koncert w „The Spectrum” w Filadelfii w Pensylwanii
- 7 stycznia 1974 – koncert w „The Spectrum” w Filadelfii w Pensylwanii
- 9 stycznia 1974 – koncert w „Maple Leaf Gardens” w Toronto w prow. Ontario w Kanadzie
- 10 stycznia 1974 – koncert w „Maple Leaf Gardens” w Toronto w prow. Ontario w Kanadzie
- 11 stycznia 1974 – koncert w „Forum de Montréal” w Montrealu w Kanadzie
- 12 stycznia 1974 – koncert w „Forum de Montréal” w Montrealu w Kanadzie
- 14 stycznia 1974 – koncerty w „Boston Gardens” w Bostonie w stanie Massachusetts. Koncert wieczorny i nocny
- 15 stycznia 1974 – koncert w „Capital Centre” w Largo w stanie Maryland
- 16 stycznia 1974 – koncert w „Capital Centre” w Largo w Maryland
- 17 stycznia 1974 – koncert w „Coliseum” w Charlotte w stanie Karolina Północna
- 19 stycznia 1974 – koncerty w „Hollywood Sportatorium” w Hollywood w Kalifornii. Koncert wieczorny i nocny.
- 21 stycznia 1974 – koncert w „The Omni” w Atlancie w stanie Georgia
- 22 stycznia 1974 – koncert w „The Omni” w Atlancie w stanie Georgia
- 23 stycznia 1974 – koncert w „Mid-South Coliseum” w Memphis w stanie Tennessee
- 25 stycznia 1974 – koncert w „Tarrant County Convention Center” w Fort Worth w stanie Teksas
- 26 stycznia 1974 – koncerty w „Hofheinz Pavilion” w Houston w Teksasie. Koncert wieczorny i nocny
- 28 stycznia 1974 – koncert w „Nassau County Coliseum” w Uniondale w stanie Nowy Jork
- 29 stycznia 1974 – koncert w „Nassau County Coliseum” w Uniondale w stanie Nowy Jork
- 30 stycznia 1974 – koncert w „Madison Square Garden” w Nowym Jorku
- 31 stycznia 1974 – koncerty w „Madison Square Garden” w Nowym Jorku. Koncert wieczorny i nocny
- 2 lutego 1974 – koncert w „Crisler Arena” na Uniwersytecie Michigan w Ann Arbor w stanie Michigan
- 3 lutego 1974 – koncert w „Assembly Hall” na Uniwersytecie Indiany w Bloomington w stanie Indiana
- 6 lutego 1974 – koncert w „Coliseum” w Denver w stanie Kolorado. Koncert wieczorny
- 9 lutego 1974 – koncert w „Coliseum” w Seattle w stanie Waszyngton. Koncert wieczorny
- 11 lutego 1974 – koncert w „Almeda County Coliseum” w Oakland w Kalifornii. Koncert nocny
- 13 lutego 1974 – Koncert w „The Forum” w Inglewood w Kalifornii
- 14 lutego 1974 – koncerty w „The Forum” w Inglewood w Kalifornii. Koncert wieczorny i nocny. Nagranie z ostatniego (nocnego) 40 koncertu tournée zostało umieszczone na albumie Before the Flood

### 1976
Druga część Rolling Thunder Revue
- 20 kwietnia 1976 – koncert w „Bayfront Civic Center Auditorium” w St. Petersburg na Florydzie
- 22 kwietnia 1976 – koncert w „Starlight Ballroom” w „Belleview Biltimore Hotel” w Clearwater na Florydzie. Koncert wieczorny
- 23 kwietnia 1976 – koncert na „Sports Stadium” w Orlando na Florydzie
- 29 kwietnia 1976 – koncert w „Expo Hall” w „Municipal Auditorium” w Mobile w stanie Alabama. Koncert wieczorny

### 1978
Światowe tournée 1978. Od 20 lutego 1978 do 16 grudnia 1978. Cała światowa tura koncertowa Dylana liczyła 114 koncertów. Utwór ten był wykonywany właściwie prawie codziennie, ok. 110 razy

### 1980
A Musical Retrospective Tour (pocz. 9 listopada 1980)
- 3 grudnia 1980 – koncert w „Paramount Theatre” w Portlandzie w stanie Oregon, USA
- 4 grudnia 1980 – koncert w „Paramount Theatre” w Portlandzie w stanie Oregon, USA

### 1981
Letnie europejskie tournée (pocz. 21 czerwca 1981)
- 28 czerwca 1981 – koncert w „Earl’s Court” w Londynie, Anglia, Wielka Brytania
- 1 lipca 1981 – koncert w „Earl’s Court” w Londynie, Anglia, Wielka Brytania

Jesienne amerykańskie i kanadyjskie tournée (pocz. 16 października 1981)
- 25 października 1981 – koncert w „Stabler Arena” na Lehigh University w Bethlehem, Pennsylvania, USA
- 27 października 1981 – koncert „Meadowlands Brendan T. Byrne Sports Arena” w East Rutherford, New Jersey, USA
- 30 października 1981 – koncert w „Forum de Montréal” w Montrealu, Quebec, Kanada
- 31 października 1981 – koncert w „Kitchener Arena” w Kitchener, Ontario, Kanada
- 2 listopada 1981 – koncert w „Civic Center” w Ottawie, Ontario, Kanada
- 4 listopada 1981 – koncert w „Cincinnati Music Hall” w Cincinnati, Ohio, USA
- 5 listopada 1981 – koncert w „Cincinnati Music Hall” w Cincinnati, Ohio, USA
- 6 listopada 1981 – koncert w „Elliot Hall of Music” na Purdue University w West Lafayette, Indiana, USA
- 7 listopada 1981 – koncert w „Hill Auditorium” na University of Michigan w Ann Arbor, Michigan, USA
- 8 listopada 1981 – koncert w „Hill Auditorium” na University of Michigan w Ann Arbor, Michigan, USA
- 10 listopada 1981 – koncert w „Saenger Performing Arts Center” w Nowym Orleanie, Luizjana, USA
- 11 listopada 1981 – koncert w „Saenger Performing Arts Center” w Nowym Orleanie, Luizjana, USA
- 12 listopada 1981 – koncert w „The Summit” w Houston, Teksas, USA
- 14 listopada 1981 – koncert w „Municipal Auditorium” w Nashville, Tennessee, USA
- 15 listopada 1981 – koncert w „The Fox Theater” w Atlancie, Georgia, USA
- 16 listopada 1981 – koncert w „The Fox Theater” w Atlancie, Georgia, USA
- 19 listopada 1981 – koncert w „Sunrise Musical Theater” w Miami, Floryda, USA
- 20 listopada 1981 – koncert w „Sunrise Musical Theater” w Miami, Floryda, USA
- 21 listopada 1981 – koncert w „Civic Center Theatre” w Lakeland, Floryda, USA

### 1984
Europejskie tournée 1984 (pocz. 28 maja 1984)
- 28 maja 1984 – koncert na „Arena di Verona” w Weronie we Włoszech
- 29 maja 1984 – koncert na „Arena di Verona” w Weronie we Włoszech
- 31 maja 1984 – koncert na „St. Pauli Stadion” w Hamburgu w Niemczech
- 2 czerwca 1984 – koncert na „St. Jacob Stadion” w Bazylei w Szwajcarii
- 3 czerwca 1984 – koncert na „Stadionie Olimpijskim” w Monachium w Niemczech
- 4 czerwca 1984 – koncert w „Sportpaleis Ahoy” w Rotterdamie w Holandii
- 6 czerwca 1984 – koncert w „Sportpaleis Ahoy” w Rotterdamie w Holandii
- 7 czerwca 1984 – koncert na „Stade de Schaerbeek” w Brukseli w Belgii
- 9 czerwca 1984 – koncert na „Ullevi Stadion” w Göteborgu w Szwecji
- 10 czerwca 1984 – koncert w „Idraetsparken” w Kopenhadze w Danii
- 11 czerwca 1984 – koncert na „Stadion Bieberer Berg” w Offenbach am Main w Niemczech
- 13 czerwca 1984 – koncert w „Waldbühne” w Berlinie Zachodnim
- 14 czerwca 1984 – koncert w „Wiener Stadthalle-Kiba” w Wiedniu w Austrii
- 16 czerwca 1984 – koncert na „Mungersdorfer Stadion” w Kolonii w Niemczech
- 17 czerwca 1984 – koncert na „Stade de L'Ouest” w Nicei we Francji
- 19 czerwca 1984 – koncert w „Roma Palaeur” w Rzymie we Włoszech
- 20 czerwca 1984 – koncert w „Roma Palaeur” w Rzymie we Włoszech
- 24 czerwca 1984 – koncert na „Stadion San Siro” w Mediolanie we Włoszech
- 26 czerwca 1984 – koncert na „Estado del Rayo Vallencano” w Madrycie w Hiszpanii
- 28 czerwca 1984 – koncert na „Minestadio del F.C. Barcelona” w Barcelonie w Hiszpanii
- 30 czerwca 1984 – koncert na „Stade Marcel Saupin” w Nantes we Francji
- 1 lipca 1984 – koncert w „Parc de Sceaux” w Paryżu we Francji
- 3 lipca 1984 – koncert w „Grenoble Alpexpo” w Grenoble we Francji
- 5 lipca 1984 – koncert w „St. James’ Park” w Newcastle w Anglii w Wielkiej Brytanii
- 7 lipca 1984 – koncert na „Wembley Stadium” w Londynie w Anglii
- 8 lipca 1984 – koncert w „Slane Castle” w Slane w Irlandii

### 1986
Tournée Prawdziwe wyznania (pocz. 5 lutego 1986;
1. Antypody: Nowa Zelandia, Australia, Japonia (pocz. 5 lutego 1986)
- 5 lutego 1986 – koncert w „Athletic Park” w Wellington w Nowej Zelandii
- 7 lutego 1986 – koncert na „Mt Smart Stadium” w Auckland w Nowej Zelandii
- 10 lutego 1986 – koncert w „Entertainment Center” w Sydney w Nowej Południowej Walii w Australii
- 11 lutego 1986 – koncert w „Entertainment Center” w Sydney w Nowej Południowej Walii w Australii
- 12 lutego 1986 – koncert w „Entertainment Center” w Sydney w Nowej Południowej Walii w Australii
- 13 lutego 1986 – koncert w „Entertainment Center” w Sydney w Nowej Południowej Walii w Australii
- 15 lutego 1986 – koncert w „Memorial Drive” w Adelaide w Australii Południowej w Australii
- 20 lutego 1986 – koncert na „Kooyon Stadium” w Melbourne w Wiktorii w Australii
- 21 lutego 1986 – koncert na „Kooyon Stadium” w Melbourne w Victorii w Australii
- 22 lutego 1986 – koncert na „Kooyon Stadium” w Melbourne w Victorii w Australii
- 24 lutego 1986 – koncert w „Entertainment Center” w Sydney w Nowej Południowej Walii w Australii
- 25 lutego 1986 – koncert w „Entertainment Center” w Sydney w Nowej Południowej Walii w Australii. To wykonanie piosenki zostało umieszczone na DVD Hard to Handle.
- 1 marca 1986 – koncert w „Lang Park” w Brisbane w Queensland w Australii
- 5 marca 1986 – koncert w „Nippon Budokan Hall” w Tokio w Japonii
- 6 marca 1986 – koncert w „Castle Hall” w Osace w Japonii
- 8 marca 1986 – koncert w „Gymnasium” w Nagoiw Japonii
- 10 marca 1986 – koncert w „Nippon Budokan Hall” w Tokio w Japonii

### 1988
Nigdy nie kończące się tournée (pocz. 7 czerwca 1988). Wszystkie koncerty Dylana od tego momentu są częścią „Nigdy niekończącego się tournée”.
 ; Interstate 88 I
Część pierwsza: Letnie tournée po Kanadzie i USA
- 9 lipca 1988 – koncert w „Ottawa Civic Center Arena” w Ottawie w prow. Ontario w Kanadzie
- 4 sierpnia 1988 – koncert w „Greek Theatre” w Hollywood w Los Angeles w Kalifornii

 ; Interstate 88 II
Część druga: Letnie tournée po Północnej Ameryce (pocz. 18 sierpnia 1988)
- 23 sierpnia 1988 – koncert w „Olimpic Saddledome”, Calgary, prow. Alberta, Kanada

### 1989
Część piąta: Letnie tournée po Ameryce Północnej (pocz. 1 lipca 1989)
- 2 lipca 1989 – koncert w „Poplar Creek Music Theatre” w Hoffman Estates, Chicago w stanie Illinois
- 3 lipca 1989 – koncert w „Marcus Amphitheater”  w Milwaukee w stanie Wisconsin, USA
- 5 lipca 1989 – koncert w „Howard C. Baldwin Memorial Pavilion”, Meadowbrook, Rochester Hills, Michigan
- 6 lipca 1989 – koncert w „Howard C. Baldwin Memorial Pavilion”, Meadowbrook, Rochester Hills, Michigan
- 8 lipca 1989 – koncert w „Deer Creek Music Center”, Noblesville, Indiana
- 12 lipca 1989 – koncert w „Allentown Fairground” w Allentown w stanie Pensylwania, USA
- 13 lipca 1989 – koncert w „Great Woods Performing Arts Center”, Mansfield, Massachusetts
- 20 lipca 1989 – koncert w „Bally’s Grand Hotel”, Atlantic City, New Jersey
- 21 lipca 1989 – koncert w „Garden State Arts Center”, Holmdel, New Jersey
- 25 lipca 1989 – koncert w „Fingerlakes Performinga Arts Center”, Canandaigua, Nowy Jork
- 29 lipca 1989 – koncert w „Kingswood Music Theatre”, Maple, Ontario, Kanada
- 4 sierpnia 1989 – koncert w „Dane County Memorial Coliseum”, Madison, Wisconsin, USA
- 9 sierpnia 1989 – koncert w „The Muny”, Forest Park, St. Louis, Missouri, USA
- 13 sierpnia 1989 – koncert w „The Paladium”, Carowinds Amusement Park, Charlotte, Karolina Północna, USA
- 15 sierpnia 1989 – koncert w „Troy G. Chastain Memorial Park Amphitheatre”, Atlanta, Georgia, USA
- 18 sierpnia 1989 – koncert w „Freedom Hall”, Louisville, Kentucky, USA
- 20 sierpnia 1989 – koncert w „Starwood Amphitheatre”, Nashville, Tennessee, USA
- 23 sierpnia 1989 – koncert w „The Zoo Ampihitheatre”, Oklahoma City, Oklahoma, USA
- 25 sierpnia 1989 – koncert w „Kiefer UNO Lakefront Arena”, Nowy Orlean, Luizjana, USA
- 27 sierpnia 1989 – koncert w „Starplex Amphitheatre”, Dallas, Teksas, USA
- 5 września 1989 – koncert w „Santa Barbara County Bowl” w Santa Barbara w Kalifornii, USA

Część szósta: Jesienne tournée po USA (pocz. 10 października 1989)
- 15 października 1989 – koncert w „The Tower Theatre”, Upper Darby, Pensylwania, USA
- 18 października 1989 – koncert w „Constitution Hall”, Waszyngton, Dystrykt Kolumbia, USA
- 23 października 1989 – koncert w „The Opera House”, Boston, Massachusetts, USA
- 29 października 1989 – koncert w „Ben Light Gymnasium”, Ithaca College, Ithaca, Nowy Jork, USA
- 1 listopada 1989 – koncert w „Hill Auditorium” na University of Michian w Ann Arbor, w stanie Michigan, USA
- 13 listopada 1989 – koncert w „Sunrise Musical Theater”, Miami, Floryda, USA

## Dyskografia i wideografia
Dyski
- Before the Flood (1974)
- Bob Dylan at Budokan (1979)
- The 30th Anniversary Concert Celebration (1993)
- The Bootleg Series Vol. 6: Bob Dylan Live 1964, Concert at Philharmonic Hall (2004)

Film
- Dont Look Back (2007)
- Hard to Handle (1988) (z australijskich koncertów)
- Bob Dylan Heartbreakers Live in Australia (2007) (koreańskie DVD z australijskiego tournée)

## Wersje innych artystów
- Roger McGuinn na albumie różnych wykonawców Easy Rider (1970)
- Nannie Porres – I Thought About You (1971)
- Billy Preston – Everybody likes Some Kind of Music (1973)
- Bettina Jonic – The Bitter Mirror (1975)
- Hugo Race – Second Revelator (1993)
- Singin' Mike Singer – Singing Mike Singer Sings Good Ol' Folk Songs (1997)
- 7 Lvvas – Nu (1998)
- Andy Hill & Renee Safier – It Takes a Lot to Laugh (2001)
- The Byrds – The Byrds Play Dylan (2002); There Is a Season (2006
- Eric Andersen na albumie różnych wykonawców May Your Song Always Be Sung: The Songs of Bob Dylan, Vol. 3 (2003)
- Mick Farren – People Call You Crazy – The Story of Mick Farren, 2003
- Caetano Veloso – A Foreign Sound  (2004)
- Marilyn Scott – Innocent of Nothing (2006)